# El Kharrouba
El Kharrouba (em árabe: الخروبة) é uma cidade e comuna localizada na província de Boumerdès, Argélia. Segundo o censo de 2008, a população total da cidade era de 10 885 habitantes.